# Inscrição de Chatalar

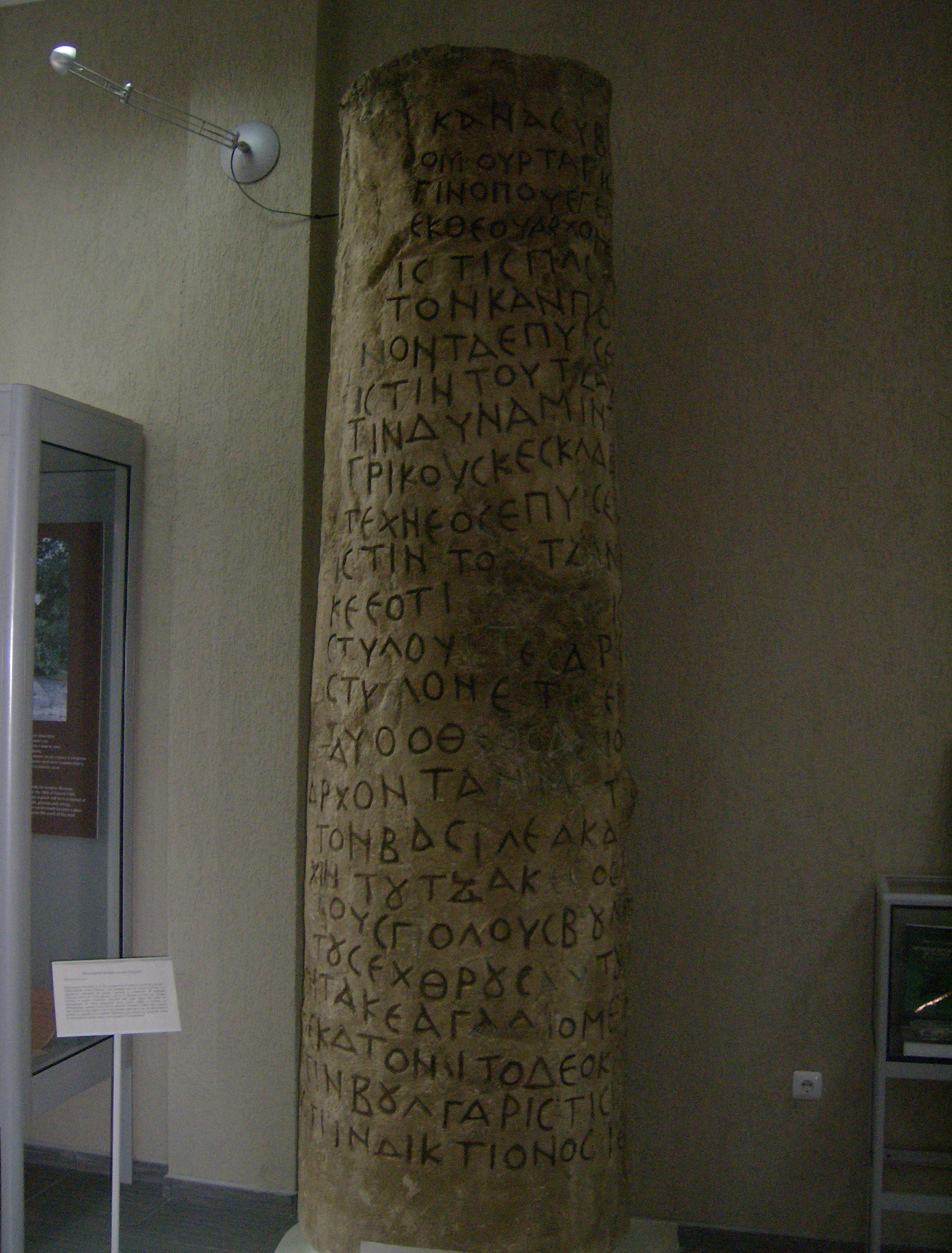
Cópia da Inscrição de Chatalar no Museu de Plisca

A Inscrição de Chatalar é um texto em grego medieval inscrito numa coluna na vila de Chatalar (moderna vila de Han Krum, província de Shumen) realizada por ordem do cã Omortague (r. 815–831). Ela foi descoberta em 1899 pelos arqueologistas Fyodor Uspensky, M. Popruzhenko, Vasil Zlatarski e Karel Škorpil.

## Texto e tradução
| Texto original | Tradução para o português |
| --- | --- |
| ΚΑΝΑ CYΒΙΓΙ ΩΜΟΡΤΑΓ ΙC ΤΙΝ ΓΙΝ ΟΠΟΥ ΕΓΕΝΙΘΙΝ ΕΚ ΘΕΟΥ ΑΡΧΟΝ ΕCΤΙ ΙC ΤΙC ΠΛCΚΣΑC ΤΟΝ ΚΑΝΠΟΝ ΜΕΝΟΝΤΑ ΕΠΥΗCΕ ΑΥΛΙΝ ΙC ΤΙΝ ΤΟΥΝΤΖΑΝ ΚΕ ΜΕΤΙΓΑΓΕΝ ΤΙΝ ΔΥΝΑΜΙΝ ΤΟΥ ΙC ΤΟΥΣ ΓΡΙΚΟΥC ΚΕ CΚΛΑΒΟΥC ΚΕ ΤΕΧΝΕΟC ΕΠΥΗΣΕ ΓΕΦΥΡΑΝ ΙΣ ΤΙΝ ΤΟΥΝΤΖΑΝ ΜΕ ΤΟ ΑΥΛΙΝ ΣΤΥΛΟΥΣ ΤΕΣΣΑΡΙC ΚΕ ΕΠΑΝΟ ΤΟΝ CΤΥΛΟΝ ΕCΤΙCΕ ΛΕΟΝΤΑC ΔΥΟ Ο θΕΟC ΑΞΙΟCΙ ΤΟΝ ΕΚ ΘΕΟΥ ΑΡΧΟΝΤΑ ΜΕ ΤΟΝ ΠΟΔΑ ΑΟΥΤΟΥ ΤΟΝ ΒΑΣΙΛΕΑ ΚΑΛΟΠΑΤΟΥΝΤΑ ΕΟC ΤΡΕΧΙ Η ΤΟΥΝΤΖΑ [---- ΚΕ ΕΟΣ ΤΟΥC ΠΟΛΛΟΥC ΒΟΥΛΓΑΡΙC ΕΠΕΧΟΥΝΤΑ ΤΟΥC ΕΧΘΡΟΥC ΑΥΤΟΥ ΥΠΟΤΑCΟΝΤΑ ΧΕΡΟΝΤΑ ΚΑΙ ΑΓΑΛΙΟΜΕΝΟC ΖΙCΙΝ ΕΤΙ ΕΚΑΤΟΝ ΙΤΟ ΔΕ ΚΕ Ο ΚΕΡΟC ΟΤΑΝ ΕΚΤΙΣΤΑΝ ΒΟΥΛΓΑΡΙCΤΙ CΙΓΟΡ ΕΛΕΜ ΚΕ ΓΡΙΚΙCΤΙ ΙΝΔΙΚΤΙΟΝΟC ΙΕ | Canasubigi Omortague, na terra em que ele nasceu é o senhor (arconte) por Deus. Nos campos de Plisca ele ficou e acampou (aulis) em [o rio] Ticha (Kamchiya) e moveu suas forças contra os gregos [bizantinos] e os eslavos e habilmente erigiu uma ponte em Ticha juntamente com o campo [ele pôs] quatro colunas e acima das colunas ele erigiu dois leões. Que Deus conceda o Senhor por Deus esmagar sob seus pés o imperador bizantino (basileu) até que o Ticha flua.... e sobre os muitos búlgaros governem, subjuguem seus inimigos, vivam contentes e em alegria por uma centena de anos A época que isto foi construído foi no Shigor Elem búlgaro e na indicção grega 15. |